# Liste des épisodes de Falling Skies
Cet article présente la liste des épisodes de la série télévisée américaine Falling Skies.

## Panorama des saisons
| Saison | Nombre d'épisodes | Diffusion originale sur TNT | Diffusion originale sur TNT | Diffusion originale sur TNT |
| Saison | Nombre d'épisodes | Années                      | Début de saison             | Fin de saison               |
| ------ | ----------------- | --------------------------- | --------------------------- | --------------------------- |
| 1      | 10                | 2011                        | 19 juin 2011                | 7 août 2011                 |
| 2      | 10                | 2012                        | 17 juin 2012                | 19 août 2012                |
| 3      | 10                | 2013                        | 9 juin 2013                 | 4 août 2013                 |
| 4      | 12                | 2014                        | 22 juin 2014                | 31 août 2014                |
| 5      | 10                | 2015                        | 28 juin 2015                | 30 août 2015                |

## Liste des épisodes

### Première saison (2011)
Composée de dix épisodes, elle a été diffusée du 19 juin 2011 au 7 août 2011 sur TNT, aux États-Unis.
1. Vivre et apprendre (Live and Learn)
2. L’Armurerie (The Armory)
3. Prisonniers de guerre (Prisoner of War)
4. Action de grâce (Grace)
5. Tuer en silence (Silent Kill)
6. Le Sanctuaire, première partie (Sanctuary: Part One)
7. Le Sanctuaire, deuxième partie (Sanctuary: Part Two)
8. La Face cachée du rampant (What Hides Beneath)
9. La Mutinerie (Mutiny)
10. Négociation (Eight Hours)

Source des titres FR

### Deuxième saison (2012)
Le 7 juillet 2011, la série a été renouvelée pour une deuxième saison de dix épisodes. Elle a été diffusée du 17 juin 2012 au 19 août 2012 sur TNT, aux États-Unis.
1. Cessez le feu (Worlds Apart)
2. Rendez-vous sur l'autre rive (Shall We Gather at the River)
3. La Boussole (Compass)
4. Sang neuf (Young Bloods)
5. Amour et Autres Actes de courage (Love and Other Acts of Courage)
6. Les Liens du harnais (Homecoming)
7. La Négociation (Molon Labe)
8. Le Convoi de la mort (Death March)
9. La Nouvelle Démocratie (The Price of Greatness: Part One)
10. Une union plus parfaite (A More Perfect Union: Part Two)

Source des titres FR

### Troisième saison (2013)
Le 11 juillet 2012, la série a été renouvelée pour une troisième saison de dix épisodes. Elle a été diffusée du 9 juin 2013 au 4 août 2013 sur TNT, aux États-Unis.
1. La Taupe (On Thin Ice)
2. La Centrale nucléaire (Collateral Damage)
3. En terrain hostile (Badlands)
4. La Catarius (At All Costs)
5. Opération de sauvetage (Search and Recovery)
6. Un choix cornélien (Be Silent and Come Out)
7. Le Clan des Pickett (The Pickett Line)
8. Le Cauchemar d'une vie (Strange Brew)
9. Le Monde souterrain (Journey to Xilbalba)
10. Amis ou Ennemis (Brazil)

Source des titres FR

### Quatrième saison (2014)
Le 2 juillet 2013, la série a été renouvelée pour une quatrième saison de douze épisodes. Elle a été diffusée du 22 juin 2014 au 31 août 2014 sur TNT, aux États-Unis.
1. Le Justicier fantôme (Ghost in the Machine)
2. L’Œil du frelon (The Eye)
3. L'Exode (Exodus)
4. L'Évolution ou la Mort (Evolve or Die)
5. Chasseurs de primes (Mind Wars)
6. Souvenirs enfouis (Door Number Three)
7. L'Embuscade (Saturday Night Massacre)
8. Injection Alien (A Thing with Feathers)
9. Jusqu'à ce que la mort nous sépare (Till Death Do Us Part)
10. Courte paille (Drawing Straws)
11. Un cocon pour deux (Space Oddity)
12. Le Sacrifice (Shoot the Moon)

Source des titres FR

### Cinquième saison (2015)
Le 18 juillet 2014, la série a été renouvelée pour une cinquième et dernière saison de dix épisodes. Elle a été diffusée du 28 juin 2015 au 30 août 2015 sur TNT, aux États-Unis.
1. Le Réveil du guerrier (Find Your Warrior)
2. La Rage au ventre (Hunger Pains)
3. Éclosions (Hatchlings)
4. Pope dérape (Pope Breaks Bad)
5. Sélection naturelle (Non-Essential Personnel)
6. La Parenthèse (Respite)
7. Chacun ses raisons (Everybody Has Their Reasons)
8. L'Ennemi intérieur (Stalag 14th Virginia)
9. Retrouvailles (Reunion)
10. Renaissance (Reborn)